# Centenaria
Centenaria (łac. Diocesis Centenariensis) – stolica historycznej diecezji w Cesarstwie rzymskim w prowincji Numidia zlikwidowana w VII w. podczas ekspansji islamskiej, współcześnie w północnej Algierii. Obecnie katolickie biskupstwo tytularne. 

## Biskupi tytularni
| Lp. | Biskup                            | Funkcja                                                            | Od                   | Do                  |
| --- | --------------------------------- | ------------------------------------------------------------------ | -------------------- | ------------------- |
| 1   | Hugo Eduardo Polanco Brito        | biskup pomocniczy Santiago de los Caballeros (Dominikana)          | 25 września 1953     | 22 lipca 1956       |
| 2   | Paul Joseph Schmitt               | biskup koadiutor Metz (Francja)                                    | 5 lipca 1958         | 30 listopada 1958   |
| 3   | Diego Parodi                      | biskup-prałat Balsas (Brazylia) biskup pomocniczy Perugii (Włochy) | 9 maja 1959          | 11 lutego 1980      |
| 4   | Ramón Godinez Flores              | biskup pomocniczy Guadalajary (Meksyk)                             | 28 marca 1980        | 18 maja 1998        |
| 5   | Luis Adriano Piedrahíta Sandoval  | biskup pomocniczy Cali (Kolumbia)                                  | 19 lipca 1999        | 3 lipca 2007        |
| 6   | Hermenegildo Torres Asanza        | biskup pomocniczy Machala (Ekwador)                                | 30 października 2007 | 4 października 2018 |
| 7   | Armando Domingues                 | biskup pomocniczy Porto (Portugalia)                               | 27 października 2018 | 4 listopada 2022    |
| 8   | Antônio Aparecido de Marcos Filho | biskup pomocniczy Brasílii (Brazylia)                              | 21 grudnia 2022      |                     |